# Santa Monica '76
Santa Monica '76 es un bootleg en vivo de la banda británica Queen, publicado en 2019. El álbum fue publicado sólo en Japón como un lanzamiento de edición limitada.

## Lista de canciones

### Disco uno
1. "Introduction"
2. "Ogre Battle"
3. "Sweet Lady"
4. "White Queen (As It Began)"
5. "Flick of the Wrist"
6. "Bohemian Rhapsody"
7. "Killer Queen"
8. "The March of the Black Queen"
9. "Bohemian Rhapsody" (Reprise)
10. "Bring Back That Leroy Brown"
11. "Brighton Rock"
12. "Guitar Solo"
13. "Son and Daughter"
14. "The Prophet's Song"
15. "Stone Cold Crazy"
16. "Doing All Right"
17. "Lazing on a Sunday Afternoon"

### Disco dos
1. "Keep Yourself Alive"
2. "Seven Seas of Rhye"
3. "Liar"
4. "In the Lap of the Gods... Revisited"
5. "Now I'm Here"
6. "Big Spender"
7. "Rock 'n' Roll Medley"
8. "God Save the Queen"